# 330
| 330                |
| ------------------ |
| Dødsfald - Fødsler |
|                    |

| Gregoriansk kalender | 330 CCCXXX              |
| Ab urbe condita      | 1083                    |
| Armensk kalender     | I/T                     |
| Kinesiske kalender   | 3026 – 3027 己丑 – 庚寅 |
| Etiopisk kalender    | 322 – 323               |
| Jødisk kalender      | 4090 – 4091             |
| Hindukalendere       |                         |
| - Vikram Samvat      | 385 – 386               |
| - Shaka Samvat       | 252 – 253               |
| - Kali Yuga          | 3431 – 3432             |
| Iransk kalender      | 292 BP – 291 BP         |
| Islamisk kalender    | 301 BH – 300 BH         |

Se også 330 (tal)

## Begivenheder
- 11. maj – Kejser Konstantin den Store grundlægger Konstantinopel.